# 補語
補語（ほご）とは、文の構成素、文の成分の一つ。言語により意味が異なる。

## 英語
英語で補語とは主語や目的語の性質や状態、特徴を説明する語（句、節）である。"I'm English" の "English" や "He made his dog wait outside" の "wait outside" のように、第2文型と第5文型にみられる。主格補語と目的格補語がある。
初学者にとっては補語と目的語の違いが分かりにくいが、英語の補語はネクサスの述語になるという点で他の目的語とは異なっている。

### 補語になれるもの
名詞や形容詞が補語になれる。また名詞句、形容詞句、名詞節のように名詞や形容詞に相当する。
- 名詞
- 形容詞
- to不定詞
- 原形不定詞（第5文型）
- 現在分詞
- 過去分詞
- 動名詞
- that節（第2文型）

## ロマンス語
フランス語・イタリア語・スペイン語などの文法では、補語 (complement) とは以下のものを指す。
直接目的補語
英語の直接目的語に相当。
間接目的補語
英語の間接目的語に相当。
状況補語
時・場所・目的・手段などさまざまな状況を表す副詞・副詞句。
英語でいうところの補語のことは属詞 (attribute) という。

## 日本語
日本語では述語の意味を補う文の要素を補語という。一般に体言＋格助詞の形（格助詞がない場合もある）をとる。動詞に対する項に近い概念である。述語により要求する補語が異なり、必須のもの（必須補語）と必須でないもの（副次補語）に分けられる場合がある。
例：「太郎がきのう大阪から花子に手紙を送った。」では、「太郎が」「花子に」「手紙を」が必須補語、「きのう」「大阪から」が副次補語である。（鈴木重幸・工藤真由美らは「きのう」「大阪から」など、事象を取り巻く外的状況、すなわち時間・場所・原因・目的・場面を表す文の成分を「状況語」と呼んでいる。）
また、以上の補語から主語と客語（「を」で示され、直接目的語に当たる）とを除いたものを、狭義に補語ということもある。

## 中国語
中国語では、動詞、形容詞の後ろに置かれる補足的な表現を「補語」という。
- 動作量補語（動量補語）：動作の行われる回数、時間などを表す「数詞＋量詞」。

看一次＝一回見る　睡了五個小时＝5時間眠った
- 結果補語：動作の結果生じた状態を表す動詞、形容詞。主動詞との結合度が強く、後述の可能補語の場合を除き、間にほかの形態素が入ることはない。

吃完＝食べ終わる　洗乾淨＝きれいに洗う
- 方向補語：動作の向かう方向を表すいくつかの動詞。客観的な方向を表す「上（上がる）」「下（下がる）」「進（入る）」「出（出る）」「回（帰る）」「過（通り過ぎる）」「起（起きる）」と、話者から見た主観的な方向を表す「來（来る）」「去（行く）」の2種類に分かれる。前者、後者を単独で用いた場合を「単純方向補語」、前者の後に後者を付加した場合を「複合方向補語」という。

「帶回去」＝携帯して帰っていく　「說出來」＝言い表す、言葉を口に出す
- 可能補語：結果補語と方向補語の主動詞と補語との間に「得（できる）」「不（できない）」を置いて、動作完遂の可能、不可能を表す。

「吃得完」＝食べきれる　「洗不乾淨」＝洗ってもきれいにならない
- 程度補語（様態補語）：動作や状態の程度、または動作、状態によって起こる結果を、いずれもより具体的に描写する。通例形容詞句、動詞句を置くが、文が補語となることもある。主動詞と補語の間に「得」を置く。

「說得很流利」＝流暢に話す　「激動得流出了眼淚」＝感激して涙を流した
日本の学界における少数説では、これ以外に
- 助動詞（能願動詞）の後に置かれる動詞句→動詞句補語
- 「是」の後に置かれる名詞句→名詞句補語
- 「兼語文」の2番目の動詞句→目的補語
- 引用文を後ろに置く動詞の引用文→文補語

などより広い表現を「補語」と呼ぶことがある。